# فرانتيشيك بارتوس (دراجات نارية)
فرانتيشيك بارتوس (بالتشيكية: František Bartoš)‏ هو متسابق دراجات نارية تشيكي. نافس في سباقات بطولة العالم لفئة 250 سي سي ولفئة 125 سي سي ولفئة 50 سي سي. كما شارك في كأس جزيرة مان السياحية. بدأ المنافسة في بطولة الجائزة الكبرى سنة 1956. أفضل موسم له كان موسم سنة 1957 عندما جاء في المركز التاسع في بطولة العالم لفئة 125 سي سي.